# Inga mendoncaei
Inga mendoncaei är en ärtväxtart som beskrevs av Hermann August Theodor Harms. Inga mendoncaei ingår i släktet Inga och familjen ärtväxter. IUCN kategoriserar arten globalt som starkt hotad. Inga underarter finns listade i Catalogue of Life.